# Kendall Brodie
Pour les articles homonymes, voir Brodie.
Kendall Brodie (née le 21 novembre 1991 à Sydney) est une rameuse australienne, notamment au poste de barreuse.
Championne nationale et barreuse du 8 masculin australien depuis que la FISA n'impose plus que le barreur soit du même genre, en 2017, elle remporte la médaille d'argent de cette épreuve lors des Championnats du monde 2018 à Plovdiv. 